# Chinandega
Chinandega är en stad och kommun i Nicaragua med 133 361 invånare i kommunen (2012). Kommunen ligger på slättlandet i landets västra del, i departementet Chinandega, nära Stilla havet. I Chinandega ligger landets högsta vulkan, San Cristóbal, som når 1 745 meter över havet.

## Geografi
Chinandega ligger 15 kilometer från Stilla havet, 40 kilometer från León, 137 kilometer ifrån huvudstaden Managua och 75 kilomter ifrån gränsen till Honduras. Chinandega gränsar till kommunerna Somotillo och Villanueva i norr, Telica, Posoltega och Chichigalpa i öster, El Realejo i söder samt till El Viejo och Puerto Morazán i väster.
Av kommunens befolkning bor 84 procent i samhällen medan 16 procent bor på landsbygden. Den största orten i kommunen är staden Chinandega med 85 552 invånare (2005). Andra större orter (comarcas) är La Grecia (5 471 invånare), Rancheria (3 040), och Villa 15 de Julio (3 914), som alla ligger i kommunens norra del, längs landsvägen mot Somotillo och Honduras.

## Natur
I kommunen finns fyra vulkaner, Chonco (1105 m), San Cristóbal (1745 m), Moyotepe (888 m) och Casita (1405 m). San Cristóbal är en aktiv vulkan som hade sitt senaste större utbrott 2023. 

## Historia
Chinandega är ett av de många indiansamhällen som redan existerade vid tiden för spanjorernas erövring av Nicaragua. Prästen Fray Francisco de Bobadilla besökte platsen år 1528. Vid landets första folkräkning år 1548 hade Chinandega 660 invånare. Chinandega blev år 1835 upphöjd till rangen av villa, och endast fyra år senare fick den 1839 sina stadsrättigheter när den blev upphöjd till ciudad.
År 1885 drabbades Chinandega av en förödande jordbävning som förstörde kyrkorna och många byggnader. Återbyggda, många av dem förstördes igen under inbördeskriget 1927, när staden sattes i brand och flygbombades av Förenta Staternas marinkår.
Den 1 november 1998 drabbades staden kraftigt av Orkanen Mitch. Tusentals människor förlorade sina hem och cirka 50 människor tros ha avlidit. Orkanen orsakade även stora skador på Chinandegas infrastruktur.

## Klimat
Vädret i Chinandega är mycket varmt och fuktigt.

## Näringsliv

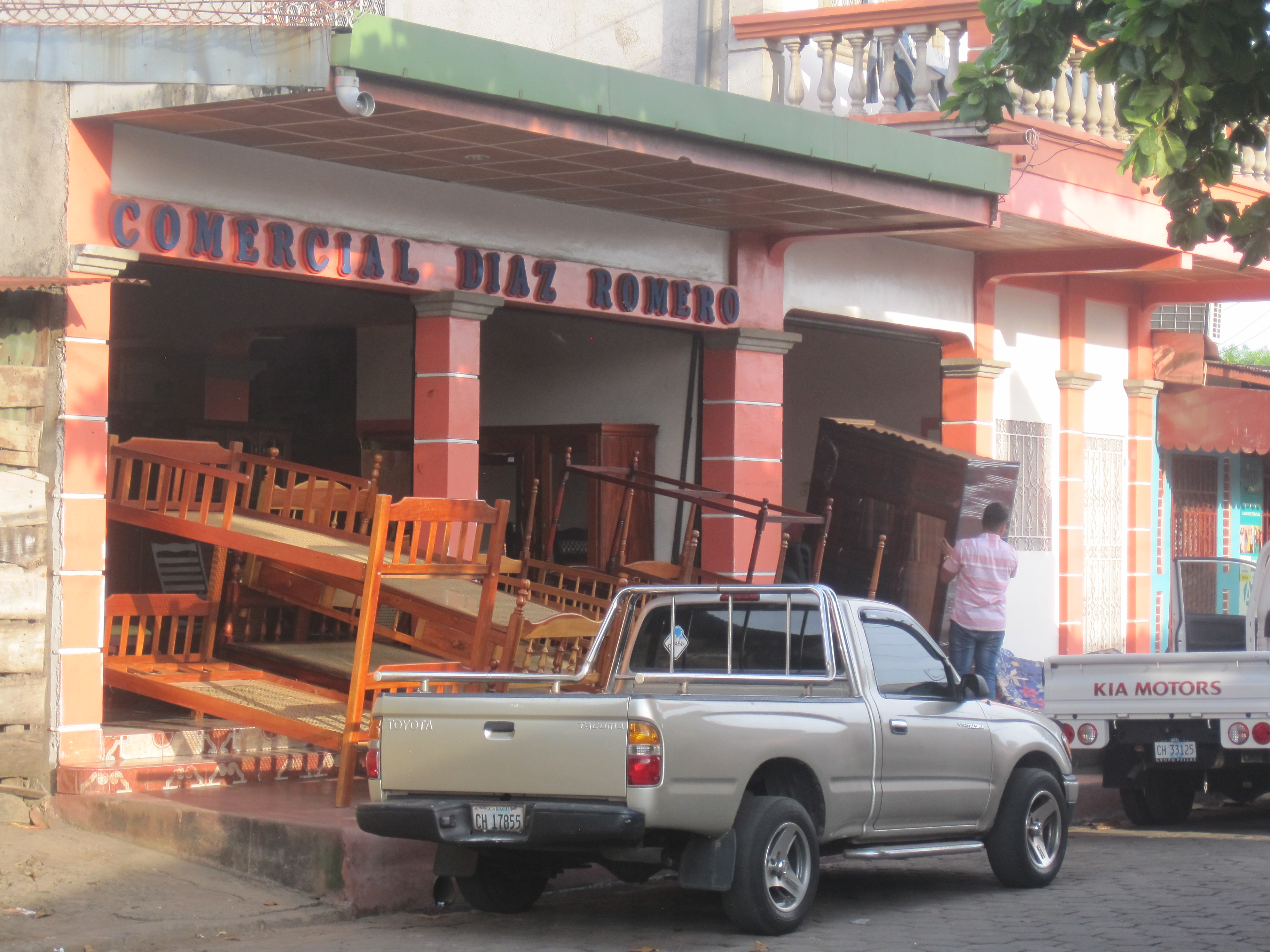
Möbelaffär

Chinandega är kommersiellt centrum för västra Nicaragua, med både industrier och affärer. I området runt Chinandega produceras mest jordbruksprodukter. Bland annat matolja, mjöl, jordnötter, cashew och sockerrör.

## Religion

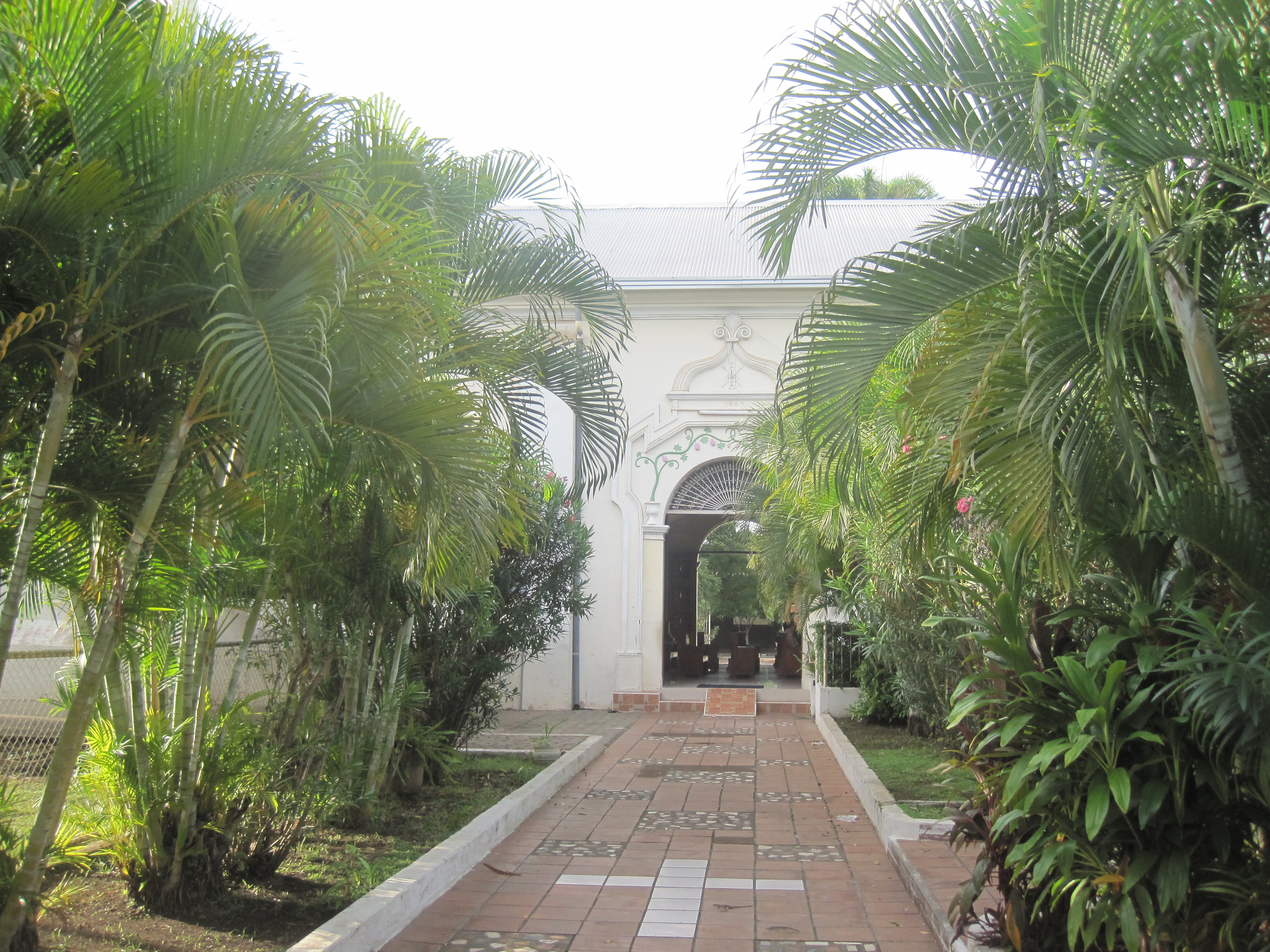
Parroquia Dulce Nombre de Jesús, El Calvario

Chinandega har flera katolska kyrkor. Den viktigaste är Sankta Anna kyrkan vid centralparken i stadens centrum, som skadades svårt  1884 och sedan kollapsade vid jordbävningen 1898. Kyrkan har ett mycket vackert och elaborativt altare. Sju kvarter rakt österut ligger den mindre och enklare El Calvario kyrkan framför en liten park. I södra halvan av staden ligger San Antonio kyrkan, Gudeloupe kyrkan och San Augustin kyrkan.

## Kända personer
- Salomón Ibarra Mayorga (1890-1985), poet, skrev Nicaraguas nationalsång[8]
- Nicolás Antonio Madrigal y García (1898-1977), präst [9]
- Tino López Guerra (1906-1967), kompositör [10]
- Gonzalo Rivas Novoa (1906-1958), poet, författare, journalist, komiker [11]
- Elí Altamirano (1933-2016), fackföreningsledare, politiker[12]
- Piero Coen Montealegre (1942-), affärsman, diplomat[13]
- Francisco Díaz Madriz (1961-), Nicaraguas polischef[14]
- Francisco José Tigerino Dávila (1963-), katolsk biskop[15]
- Ana Navarro Flores (1971-), amerikansk politiker[16]
- Hermógenes L. Mora (1979-), poet, författare[17]
- Thelma Rodríguez (1989-), Miss Nicaragua 2008[18]
- Adriana Paniagua (1995-), Miss Teen International 2011, Miss Nicaragua 2018[19]

## Kultur
Chinandega har sedan 2006 ett fint arkeologiskt museum, Museo Chorotega, med över tusen föremål från tiden före spanjorernas ankomst.

## Bilder
|  |  |  |
|  |  |  |
|  |  |  |